# Johan Fredrik Stichaeus
Johan Fredrik Stichaeus, född 22 februari 1778 i Helsingfors, död 28 november 1853 på  Dampbacka nära Borgå, var en finländsk ämbetsman. Han var far till Fredrika Wilhelmina Carstens.
Stichaeus blev student vid Kungliga Akademien i Åbo 1794, auskultant i Åbo hovrätt samma år, i Vasa hovrätt 1798 och kämnärsrättsordförande i Helsingfors 1801 samt var under Borgå lantdag 1809 sekreterare i borgarståndet ävensom sekreterare i civil- och ekonomiutskottet. Han var tillförordnad prokuratorssubstitut 1812–16 och tillförordnad allmän referendariesekreterare i kejserliga senaten 1816–1828, från 1826 med statsråds titel. Han var 1831–1841 landshövding i Tavastehus län.